# مسجد البحر (يافا)

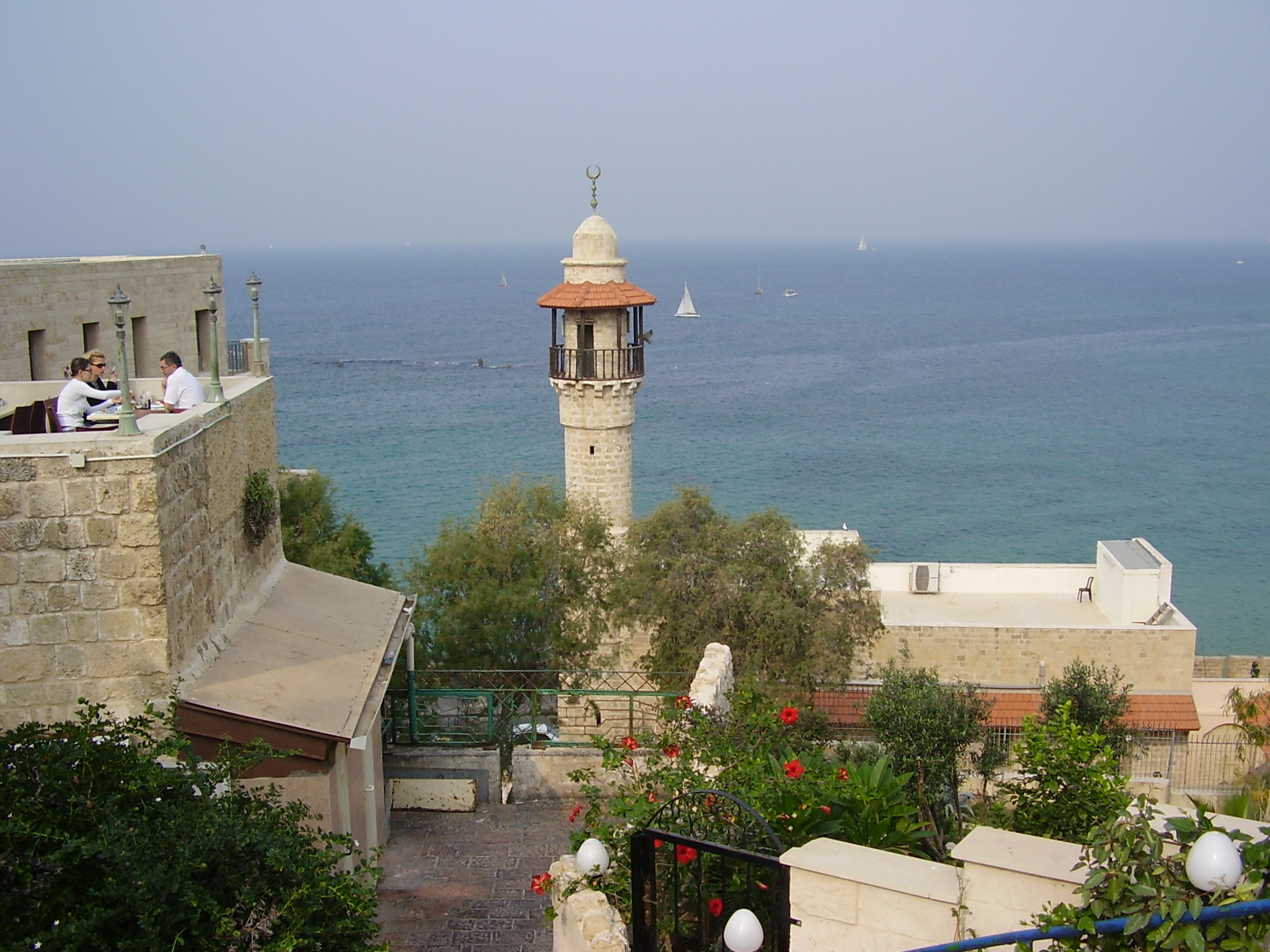
مسجد البحر في يافا.

جامع البحر في يافا مسجد أثري يعود إلى عهد الدولة العثمانية في فلسطين، ويقع على شاطئ البحر الأبيض المتوسط، بحي الميناء تحديدا. وهو يُعتبر من الآثار المعمارية الإسلامية والعربية القليلة في المدينة، بعد أن قام الاحتلال الإسرائيلي بهدم معالم المدينة بأكملها. ولقد أسس وبني خلال القرن التاسع عشر من قبل حسين باشا، وهو وزير عثماني. وأعيد ترميمه في عام 1414هـ/ 1995م، بعد تخريبه من قبل جنود جيش الاحتلال الإسرائيلي.

## وصلات خارجية
- فيديو للمسجد - على موقع يوتيوب على يوتيوب